# The Unforgettable Fire
The Unforgettable Fire ist das vierte Studioalbum der irischen Rockband U2, das im Oktober 1984 erschien.

## Entstehung und Veröffentlichung

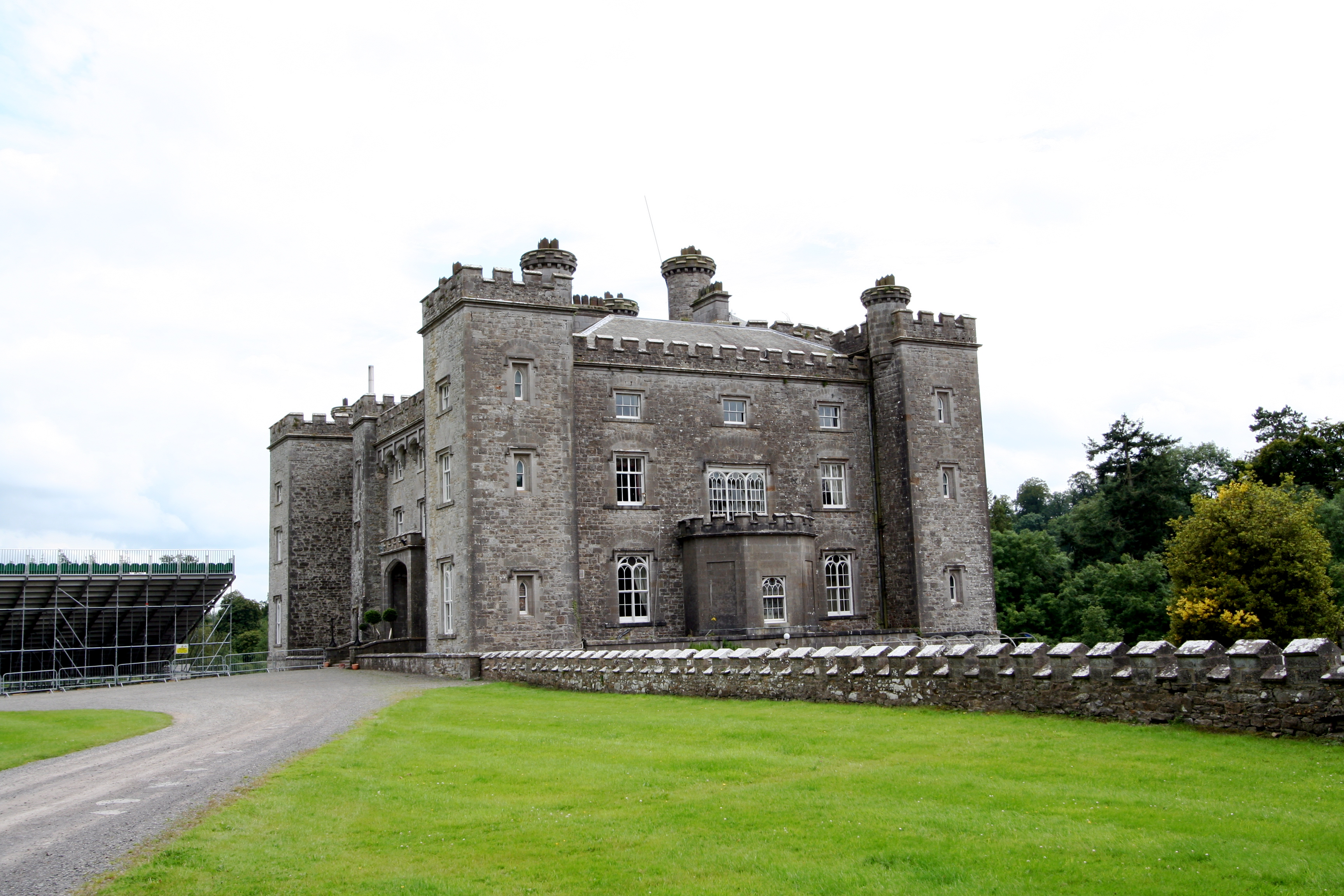
Der erste Teil der Aufnahmen fand im Slane Castle statt

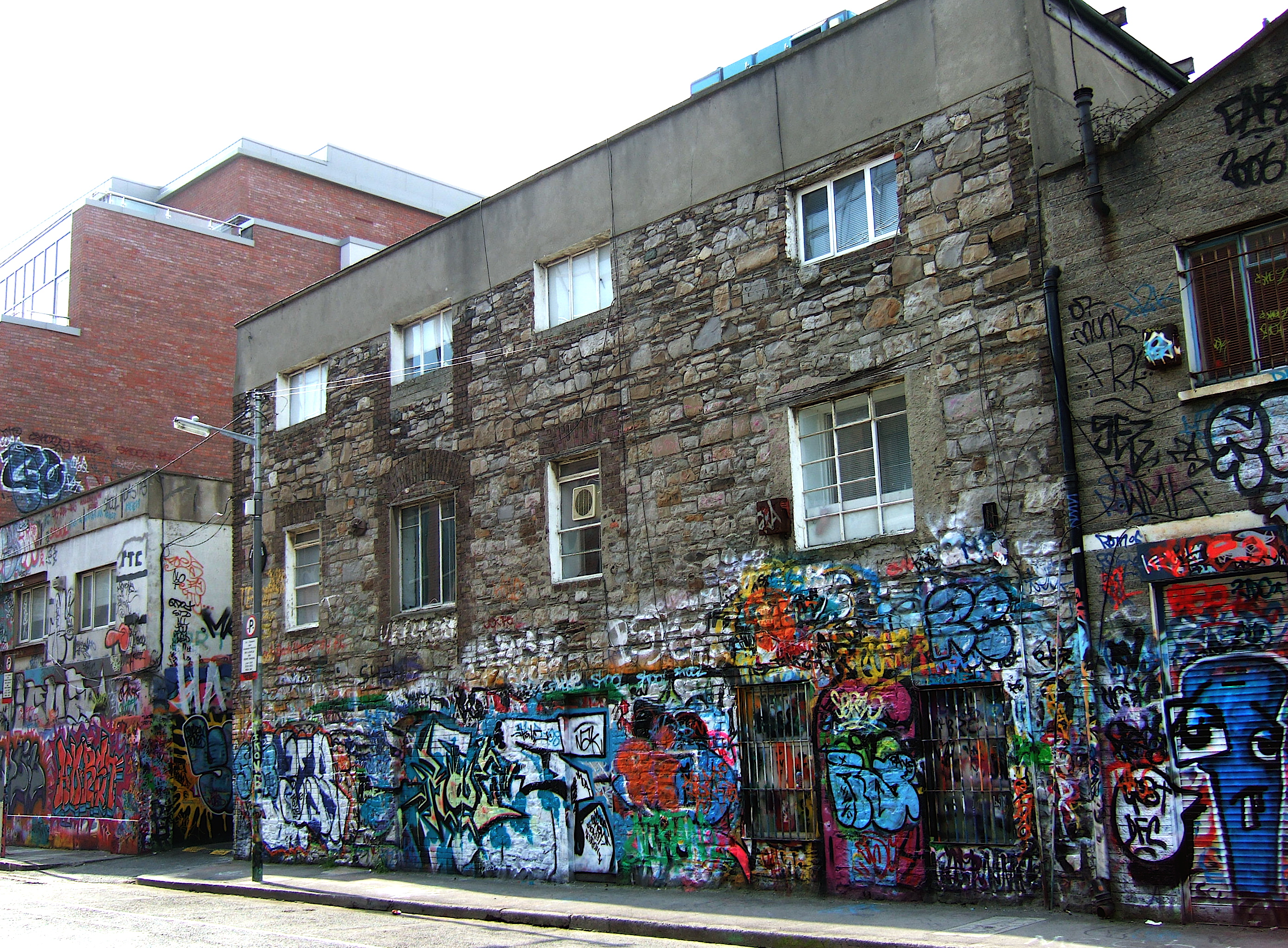
Die finalen Aufnahmen der Platte wurden in den Windmill Lane Studios in Dublin gemacht

Die Erstveröffentlichung von The Unforgettable Fire erfolgte am 1. Oktober 1984 bei Island Records. Das Album erschien in seiner Originalausführung als CD (Katalognummer: MCD 236 / 822 898-2) und LP (Katalognummer: 206 530-620) mit zehn Titeln. Am 23. Oktober 2009 erschien eine Deluxeausführung, die um ein Zusatzalbum mit Bonustiteln, Liveaufnahmen und Remixen ergänzt wurden (Katalognummer: 2701403).
Geschrieben wurde alle Lieder gemeinsam von den U2-Mitgliedern Adam Clayton, David Evans (The Edge), Paul Hewson (Bono) und Larry Mullen. Für die Produktion aller Lieder zeichneten gemeinsam Brian Eno und Daniel Lanois verantwortlich. Die Aufnahmen erfolgten in Slane Castle und wurden in den Windmill Lane Studios in Dublin fertiggestellt.
Der Albumtitel bezieht sich auf eine Reihe von Bildern, die Überlebende des Atombombenangriffs auf die japanischen Städte Hiroshima und Nagasaki gemalt haben. Die Band sah die Bilder im „Peace Museum“ in Chicago. Das Museum zeigte auch eine Ausstellung über den amerikanischen Bürgerrechtler Martin Luther King. Auf dem Frontcover des Albums ist Moydrum Castle zu sehen, eine in County Westmeath gelegene Ruine. Die Aufnahme war in der Auswahl der Belichtung, der benutzten Filter und des Standorts eine Nachahmung eines bereits veröffentlichten Bildes des Künstlers Simon Marsden. Die Urheberrechtsverletzung kostete die Band eine unbekannte, höhere Summe.

## Titelliste

### Original
1. A Sort of Homecoming – 5:28
2. Pride (In the Name of Love) – 3:48
3. Wire – 4:19
4. The Unforgettable Fire – 4:55
5. Promenade – 2:35
6. 4th of July – 2:12
7. Bad – 6:09
8. Indian Summer Sky – 4:17
9. Elvis Presley and America – 6:23
10. MLK – 2:31

### Deluxeversion
1. Disappearing Act – Outtake Sessions 4:35
2. A Sort of Homecoming (Live at Wembley Arena, London)
3. Bad (Live at NEC, Birmingham)
4. Love Comes Tumbling
5. The Three Sunrises
6. Yoshino Blossom – Outtake Sessions
7. Wire (Kevorkian 12″ Vocal Remix)
8. Boomerang I
9. Pride (In the Name of Love) (Single Version)
10. A Sort of Homecoming (Daniel Lanois Remix) (1985 Single Version) (feat. Peter Gabriel)
11. 11 O’Clock Tick Tock (Long Version)
12. Wire (Celtic Dub Mix)
13. Bass Trap
14. Boomerang II
15. 4th of July (Single Version) (Instrumental)
16. Sixty Seconds In Kingdom Come

## Musikvideos

### The Unforgettable Fire Collection
Für einige Lieder wurden Musikvideos produziert. Die Regisseure der Videos waren Meiert Avis, Donald Cammell und Barry Devlin.
Die Videos wurden auf dem Film The Unforgettable Fire Collection als VHS zusammengefasst und im Jahre 1985 veröffentlicht. Auf diesem Videoalbum befand sich auch eine 30-minütige Dokumentation über die Entstehungsgeschichte des Albums.
Die Dokumentation wurde später nochmals als Bonusmaterial auf der DVD U2 Go Home: Live from Slane Castle sowie auf der 2009 erschienenen „Super Deluxe Edition“ des Albums veröffentlicht.
1. The Unforgettable Fire (Meiert Avis)
2. Bad
3. Pride (In the Name of Love) (By Donald Cammell)
4. A Sort of Homecoming
5. The Making of The Unforgettable Fire Documentary (including version 2 of Pride) (Barry Devlin)

### DVD Bonustitel
Excerpts from U2 at „A Conspiracy of Hope-concert“ (Live at Giants Stadium, New Jersey)
1. MLK
2. Pride (In the Name of Love)
3. Bad

U2 at „Live Aid“ (Live at Wembley Arena, London)
1. Sunday Bloody Sunday
2. Bad
3. Ruby Tuesday (snippet)
4. Sympathy for the Devil (snippet)
5. Pride (In the Name of Love) - Sepia Music Video
6. 11 O’Clock Tick Tock (Live at Croke Park, Dublin) – Bootleg Version

## Rezeption
Das Rolling Stone wählte The Unforgettable Fire im Jahr 2003 auf Platz 374 der 500 besten Alben aller Zeiten.

## Kommerzieller Erfolg

### Chartplatzierungen
| ChartsChartplatzierungen       | Höchstplatzierung | Wochen |
| ------------------------------ | ----------------- | ------ |
| Deutschland (GfK)              | 14 (40 Wo.)       | 40     |
| Irland (IRMA)                  | 30 (10 Wo.)       | 10     |
| Schweiz (IFPI)                 | 24 (3 Wo.)        | 3      |
| Vereinigte Staaten (Billboard) | 12 (133 Wo.)      | 133    |
| Vereinigtes Königreich (OCC)   | 1 (132 Wo.)       | 132    |

| ChartsJahrescharts (1985) | Platzierung |
| ------------------------- | ----------- |
| Deutschland (GfK)         | 44          |

### Auszeichnungen für Musikverkäufe
| Land/Region                  | Auszeichnungen für Musikverkäufe (Land/Region, Auszeichnung, Verkäufe) | Verkäufe  |
| ---------------------------- | ---------------------------------------------------------------------- | --------- |
| Frankreich (SNEP)            | Gold                                                                   | 100.000   |
| Kanada (MC)                  | 3× Platin                                                              | 300.000   |
| Neuseeland (RMNZ)            | 3× Platin                                                              | 45.000    |
| Niederlande (NVPI)           | Gold                                                                   | 50.000    |
| Schweiz (IFPI)               | Gold                                                                   | 25.000    |
| Vereinigte Staaten (RIAA)    | 3× Platin                                                              | 3.000.000 |
| Vereinigtes Königreich (BPI) | 2× Platin                                                              | 600.000   |
| Insgesamt                    | 3× Gold · 11× Platin ·                                                 | 4.120.000 |

Hauptartikel: U2 (Band)/Auszeichnungen für Musikverkäufe